# McDowell County, North Carolina
McDowell County är ett administrativt område i delstaten North Carolina, USA, med 44 996 invånare. Den administrativa huvudorten (county seat) är Marion. 

## Geografi
Enligt United States Census Bureau har countyt en total area på 1 155 km². 1 142 km² av den arean är land och 13 km² är vatten. 

### Angränsande countyn
- Mitchell County - norr
- Avery County - nord-nordost
- Burke County - öster
- Rutherford County - söder
- Buncombe County - väster
- Yancey County - nordväst